# Christian Zock
Guy Christian Zock à Bep (* 6. Mai 1994 in Yaoundé), bekannt als Christian Zock, ist ein kamerunischer Fußballspieler.

## Karriere

### Verein
Zock begann seine Laufbahn bei der AS Fortuna du Mfou und Cosmos de Bafia in seinem Heimatland, bevor er zur Saison 2016/17 nach Europa zum Schweizer Zweitligisten FC Schaffhausen wechselte. Am 3. Oktober 2016 (10. Spieltag) gab er beim 1:2 gegen den FC Wil sein Debüt in der Challenge League, der zweithöchsten Schweizer Spielklasse, als er in der Startelf stand. Bis Saisonende absolvierte er 25 Ligapartien und ein Spiel im Schweizer Cup, als die Mannschaft im Achtelfinale gegen den Erstligisten FC Sion ausschied. Nach drei weiteren Spielen in der Challenge League für Schaffhausen schloss er sich im August 2017 dem FC Sion an. Er debütierte in der Super League, der höchsten Schweizer Spielklasse, am 20. August 2017 (5. Spieltag), als er beim 1:1 gegen den FC Luzern in der 61. Minute für Nikola Milosavljevic eingewechselt wurde. Bis zum Ende der Spielzeit kam er zu zehn Erstligapartien für die Sittener. 2018/19 spielte er 16-mal in der Super League, zweimal im Schweizer Cup, in dem man im Viertelfinale gegen den FC Basel verlor, und einmal für die zweite Mannschaft in der drittklassigen Promotion League. 2019/20 folgten 19 Spiele in der Super League und vier Partien im Schweizer Cup, in dem Sion im Halbfinale gegen den Meister BSC Young Boys ausschied. 2020/21 kam er zu 18 Partien in der höchsten Schweizer Liga, wobei er ein Tor erzielte. Im Schweizer Cup spielte er einmal; die Mannschaft verlor im Achtelfinale gegen den Zweitligisten FC Aarau. Der Verein beendete die Ligaspielzeit auf dem 9. Rang und qualifizierte sich somit für die Barrage gegen den FC Thun. Nach Hin- und Rückspiel gewann Sion mit insgesamt 6:4 und sicherte sich den Klassenerhalt. Zock wurde in beiden Partien eingewechselt.
Nachdem er in der folgenden Spielzeit lediglich je einmal für die erste und zweite Mannschaft der Walliser zum Einsatz gekommen war, wechselte er im August 2021 in die Challenge League zum Aufsteiger Yverdon-Sport FC.

### Nationalmannschaft
Zock gab am 25. März 2015 beim 1:0 im Freundschaftsspiel gegen Indonesien sein Debüt für die A-Nationalmannschaft Kameruns. Bis 2016 war er insgesamt sechsmal für sein Heimatland im Einsatz.